# Більшівці (ґміна)
Ґміна Більшівці (пол. gmina Bołszowce) — сільська гміна в Рогатинському повіті Станиславівського воєводства Другої Польської Республіки та у Крайсгауптманшафті Бережани Дистрикту Галичина Третього Райху. Адміністративним центром гміни було місто Більшівці.
Об’єднану сільську ґміну Більшівці (рівнозначну волості[джерело?]) було утворено 1 серпня 1934 р. у межах адміністративної реформи в Другій Польській Республіці із суміжних тогочасних сільських ґмін (самоврядних громад): Ганівці, Гербуртів, Демешківці, Желибори, Кінашів, Поплавники, Скоморохи Нові, Слобідка Більшівецька та ґміни Бовшів і Німшин (за винятком частин, віднесених до ґміни Бурштин). Місто Більшівці не входило до складу ґміни, а становило окрему громаду.
Площа ґміни — 85,37 км².  Кількість житлових будинків — 2 063.
Кількість мешканців — 10 821.
Національний склад населення ґміни Більшівці на 01.01.1939:
| село                  | населення | українці-грекокатолики | українці-латинники | євреї  | поляки | польські колоністи |
| --------------------- | --------- | ---------------------- | ------------------ | ------ | ------ | ------------------ |
| Бовшів                | 2900      | 2250                   | 400                | 10     | 10     | 230                |
| Демешківці            | 280       | 265                    | 5                  | 10     |        |                    |
| Ганівці               | 860       | 855                    |                    | 5      |        |                    |
| Гербуртів             | 1220      | 795                    |                    | 5      | 420    |                    |
| Кінашів               | 1950      | 1905                   | 20                 | 15     | 10     |                    |
| Німшин                | 920       | 900                    | 10                 | 10     |        |                    |
| Поплавники            | 560       | 550                    | 10                 |        |        |                    |
| Скоморохи Нові        | 1300      | 1240                   | 60                 |        |        |                    |
| Слобідка Більшівецька | 750       | 450                    | 235                | 5      | 60     |                    |
| Желибори              | 810       | 790                    |                    | 10     | 10     |                    |
| Загалом               | 11550     | 10000                  | 740                | 70     | 510    | 230                |
| Відсотки              | 100 %     | 86,58 %                | 6,41 %             | 0,61 % | 4,41 % | 1,99 %             |

17 січня 1940 р. ґміна була ліквідована, а територія увійшла до новоствореного Більшівцівського району.
Гміна (волость) була відновлена на час німецької окупації з липня 1941 р. до липня 1944 р., до складу гміни було включене місто Більшівці та село Слобода Кукільницька, а 4 села (Гербуртів, Курів, Желибори і Скоморохи Нові) були передані до новоствореної гміни (волості) Старі Скоморохи (колишня ґміна Конкольнікі).
На 1.03.1943 населення ґміни становило 12 289 осіб..